# US-amerikanische Badmintonmeisterschaft 1993
Die US-amerikanische Badmintonmeisterschaft 1993 fand im Frühjahr 1993 in Colorado Springs statt. Es war die 53. Auflage der nationalen Titelkämpfe im Badminton in den USA.

## Titelträger
| Disziplin    | Sieger                         |
| ------------ | ------------------------------ |
| Herreneinzel | Andy Chong                     |
| Dameneinzel  | Andrea Andersson               |
| Herrendoppel | Benny Lee Thomas Reidy         |
| Damendoppel  | Andrea Andersson Traci Britton |
| Mixed        | Andy Chong Linda French        |